# 三礼
三礼（さんらい）とは、儒教における礼に関わる三種類の経書『周礼』『儀礼』『礼記』の総称。後漢の鄭玄が『周礼』『儀礼』『礼記』の三書を総合的に解釈する三礼の学を作り上げて以来、この名がある。
- 『儀礼』（ぎらい） - 前漢では『礼』といえば『儀礼』のみを指していた。現存する17篇は前漢の高堂生が伝えた士礼部分を主としたもので、この「今文儀礼」高堂生本を「古文儀礼」で校合したものという。現在通行している『儀礼』は後漢の鄭玄注、唐の賈公彦疏が付けられて『十三経注疏』に収められている。
- 『周礼』（しゅらい） - 『漢書』芸文志には「周官」とあり、周の官制について書かれている。前漢、武帝の時代、民間から発見されたといわれる古文経である。天官・地官・春官・夏官・秋官・冬官に分けられるが、冬官部分は発見当初からなく、「考工記」という別の文献が当てられている。現在通行している『周礼』は後漢の鄭玄注、唐の賈公彦疏が付けられて『十三経注疏』に収められている。
- 『礼記』（らいき） - 『礼』に対する注釈であるが、戦国・秦・漢の礼家のさまざまな言説が集められている。『漢書』芸文志には「記」141篇とある。前漢時代、戴徳が伝えた「大戴記」、戴聖が伝えた「小戴記」があったが、現在の『礼記』49篇は「小戴記」である。唐代、『五経正義』に取り上げられ、鄭玄注に孔穎達が疏をつけた『礼記正義』が作られた。『礼記正義』は『十三経注疏』に収められている。